# Массовое убийство в Азербайджанской нефтяной академии
Массовое убийство в Азербайджанской государственной нефтяной академии — массовое убийство, произошедшее в Азербайджанской государственной нефтяной академии 30 апреля 2009 года. Главный обвиняемый в совершении кровавого преступления — Фарда Гадиров (8 декабря 1980 — 30 апреля 2009) — грузинский этнический азербайджанец, сын сельского учителя. Орудием убийства послужил пистолет Макарова.
Жертвами стрельбы стали студенты, преподаватели и служащие академии. В результате нападения 13 человек получили ранения,12 человек погибли. Из 12 погибших 10 получили смертельные ранения в голову, один — в грудь, и один погиб, выпрыгнув из окна. Преступник застрелился на месте преступления, когда увидел, что окружён полицией.

## Стрельба

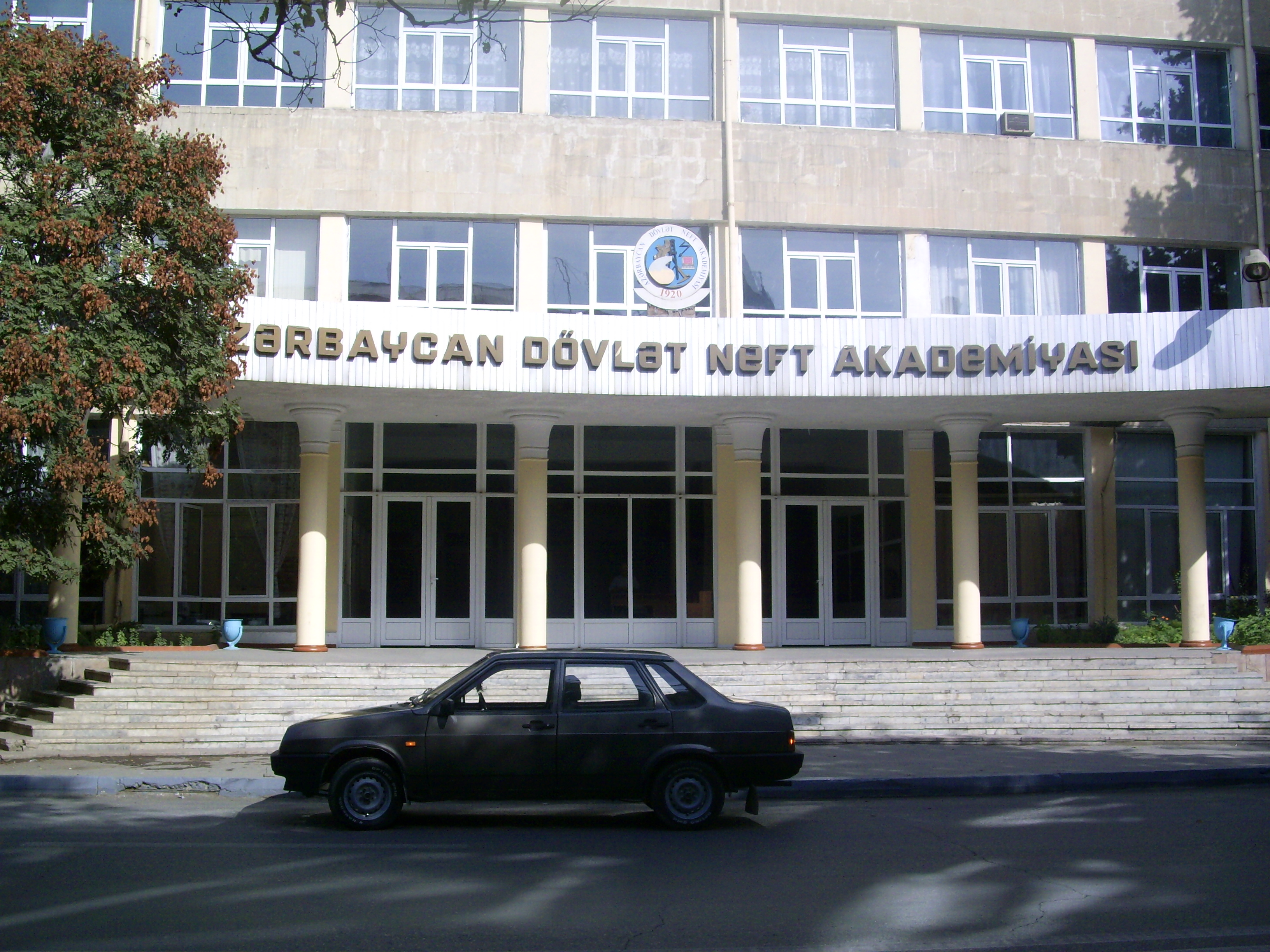
Здание второго корпуса академии, в котором произошла стрельба, в 2009 году

Утром 30 апреля 2009 года около 9.30 утра во второй корпус Азербайджанской государственной нефтяной академии вошёл 28-летний Фарда Гадиров, одетый во все чёрное. Он внезапно достал пистолет и открыл огонь. Сначала стрелок убил охранника и уборщицу, а потом открыл беспорядочный огонь по студентам.
Он поднимался на каждый этаж и вёл беспорядочную стрельбу. Один студент попытался остановить Гадирова, но был убит выстрелом в голову. Гадиров убил 12 и ранил 13 человек, дойдя до 6 этажа, он увидел, что окружён полицией, после чего, забаррикадировавшись в одной из аудиторий, покончил с собой. Вскоре полиция оцепила здание и вошла внутрь. Убитые были найдены во всём здании. Были эвакуированы все студенты. При обыске тела стрелка при нём был обнаружен 71 патрон к пистолету Макарова.
Среди застреленных были профессора, лаборанты, студенты, учителя, охранник, а также пожилая женщина, принёсшая молочные продукты в столовую.
В этот же день президент Азербайджана Ильхам Алиев выразил соболезнования семьям погибших, заявив, что правительство Азербайджана предпримет необходимые меры в связи с происшествием.

## Жертвы
Согласно министерству здравоохранения Азербайджана 12 человек было убито во время стрельбы и 10 человек получили тяжёлые ранения. Среди раненых было два гражданина Судана (Мустафа Мухаммад и Амру Сеид Ахмад) и гражданин Сирии (Даас Муавия). Трое из раненых, получивших относительно лёгкие ранения были за короткое время выписаны из больницы.
После трагедии Президент Азербайджана Ильхам Алиев подписал Распоряжение, согласно которому семьям погибших и раненых была выделена единовременная материальная помощь — семьям погибших в размере 30 тысяч манатов, тяжелораненым — 15 тысяч манатов.

### Список погибших
1. Абдуллаев, Рамиз 1940 г. р., завкафедрой, профессор
2. Азизова, Тамилла 1951 г. р., заведующая лабораторией
3. Вахидов, Меджнун 1946 г. р., преподаватель, доцент
4. Мамедова, Шафа 1978 г. р., лаборант
5. Абдуллаев, Эмин 1989 г. р., студент
6. Асланов, Джейхун 1988 г. р., студент
7. Бабашов, Руслан 1990 г. р., студент
8. Багиров, Аяз 1988 г. р., студент
9. Бандалиев, Юсиф 1989 г. р., студент
10. Джаббаров, Савалан 1987 г. р., студент
11. Мамедов, Талех 1980 г. р., студент
12. Гурбанова, Айна 1957 г. р., доставлявшая молочные изделия в академию

### Список раненых
1. Рустамбеков Фаик Бахрам оглы, старший инженер
2. Гусейнли Земфира Сеид кызы, мастер обучения кафедры нефтегазодобычи
3. Исаев Кянан Талат оглы, студент
4. Ширалиев Илькин Азер оглы, студент
5. Мустафаев Эльшар Эльбеи оглы, студент
6. Ахундов Рахман Сахиб оглы, студент
7. Джамиев Эльвин Азер оглы, студент
8. Гурбанова Сабина Ашраф кызы, студентка
9. Мамедов Эльшан Ханлар оглы, студент
10. Джафаров Бахтияр Айдын оглы, студент
11. Даас Муаввийа, гражданин Сирии
12. Мустафа Мухаммед Гасым, гражданин Судана
13. Сеид Ахмед Амр, гражданин Судана

## Стрелок
Стрелком был гражданин Грузии Фарда Асад оглы Гадиров. Гадиров родился 8 декабря 1980 года, не был женат, не привлекался к уголовной ответственности.
По словам отца Фарды, тот жил вместе с ним в подмосковном Подольске и за три месяца до убийства решил уехать искать работу в Грузию, так как в России он не мог больше жить — у него не было документов. По заверениям отца, Фарда обладал достаточно тихим, спокойным темпераментом, не имел вредных привычек и не умел пользоваться пистолетом.
Видади Гасанов, глава исполнительной власти села Даштепе Марнеульского района Грузии, откуда родом Гадиров, рассказал, что тот вернулся в село примерно за месяц до преступления. В селе он пробыл месяц, при этом почти всё время он провёл дома, выходя только за хлебом. Гасанов также подтвердил, что Фарда был тихим ребёнком, который рос в домашней обстановке и не играл со сверстниками даже в футбол. После окончания школы он уехал вместе с семьёй в Россию, куда их пригласил дядя, примерно 15 лет назад, где и жил до последнего времени. В Подольске он работал на кожевенном предприятии.
По словам Рены Гадировой, тёти Фарды, он отправился в Баку получив приглашение на работу от своего друга. Также она сказала, что Фарда был в ссоре с отцом, который хотел, чтобы тот жил в России.

## Расследование
По факту массового убийства в Азербайджанской государственной нефтяной академии были задержаны односельчане убийцы. 21 апреля 2010 года в Суде по делам о тяжких преступлениях началось рассмотрение уголовного дела по данному преступлению. Согласно обвинительному заключению, основанному на признательных показаниях подсудимых, заказчиком убийства является грузинский армянин, пекарь Мардун Григорьевич Гумашьян из села Шулаверы Марнеульского района Грузии. Сами подсудимые на подготовительном заседании заявили, что дали показания под пытками. Некоторые свидетели на суде заявляли, что показания против Гумашьяна получены под давлением или вообще ими не подписывались. В обвинительном акте отмечается, что Гумашьян на почве национальной ненависти в начале 2009 года договорился с гражданами Грузии азербайджанской национальности Гадировым, Амировым, Сулеймановым, Алиевым и другими о совершении террористического акта против азербайджанцев в Баку. Для исполнения теракта Гумашьян предоставил Гадирову аванс в размере 5 тысяч долларов США и обещал заплатить в итоге 50 тысяч долларов. Согласно государственному обвинителю Абдулле Юсифову, правоохранительные органы принимают необходимые меры для привлечения к следствию Гумашьяна. Прокурором на суде было заявлено, что Гумашьян объявлен в международный розыск по линии Интерпола. Согласно руководителю Национального центрального бюро Интерпола в Армении, на начало мая 2010 года в розыске по линии Интерпола Гумашьяна не было.

Разыскиваемый по линии интерпола за организацию террористического акта Мардун Гумашьян

Расследование преступления вызвало много вопросов у СМИ. Армянская пресса представляет эту версию обвинения как «безумную» попытку перенести ответственность с проморгавших теракт азербайджанских правоохранительных органов на армян. На запрос азербайджанской газеты «Зеркало», в генпрокуратуру Азербайджана, о привлечении Гумашьяна к допросу, ответа не последовало. Министерство иностранных дел Азербайджана также не смогло ничего сообщить по этому поводу. По сообщениям представителей азербайджанской общины Грузии, они направили запрос в Министерство внутренних дел Грузии и получили ответ: «Мардун Гумашьян был арестован правоохранительными органами Грузии сразу же после террористического акта. Но через неделю был выпущен на свободу». В ходе встречи с корреспондентом азербайджанской газеты «Ени Мусават» Гумашьян отрицал своё знакомство с Фардой Гадировым. Гумашьян заявил, что обратился в Генеральную прокуратуру и Министерство внутренних дел Грузии, где ему сообщили, что азербайджанская сторона не предпринимала никаких действий относительно его ареста. Представители газеты «Зеркало» обратились в Министерство внутренних дел Грузии, где им подтвердили слова Мардуна Гумашьяна, что относительно него в министерство не поступало обращений. Представитель аппарата президента Грузии выразил сожаление в связи с тем, что правоохранительные силы Азербайджана ищут в данном деле армянский след. «В Азербайджане принято во всем винить армян», — заявил он. Попытки представителей газеты получить разъяснения о международном розыске в азербайджанском бюро Интерпола не имели успеха. Со своей стороны представитель пресс-службы министерства внутренних дел Азербайджана заявил, что ему ничего не известно о розыске Гумашьяна. Глава пресс-службы Генпрокуратуры заявил, что относительно ареста Мардуна Гумашьяна будут приняты необходимые меры, но в будущем. Агентство «Туран» отмечает, что Гумашьян спокойно живёт в своём селе и не скрывается от правоохранительных органов и что на судебном процессе в Баку каких-либо веских доказательств о причастности Гумашьяна к данному преступлению представлено не было.
Позже Мардун Гумашьян был объявлен Азербайджаном в розыск по линии интерпола.
Во время третьей годовщины расстрела студентов, в апреле 2012 года, азербайджанская газета «Зеркало» обратилась в МВД Грузии, там им сообщили, что азербайджанская сторона не обращалась к ним с просьбой о задержании Гумашьяна. По мнению Арифа Юнуса, власти Азербайджана такие заявления делают для внутреннего пользования: «Если азербайджанские журналисты могут взять интервью у Мардуна Гумашьяна, то почему же правоохранительные органы Азербайджана до сих пор не могут его найти?».
4 февраля 2013 года был арестован обозреватель газеты «Ени Мусават» Тофиг Ягублу. Редактор газеты связал арест Ягублу с тем, что он единственный репортёр, который выехал в село Шулавер в Грузии и взял интервью у Мардуна Гумашьяна, которого власти Азербайджана обвинили в организации террора в Нефтяной Академии 30 апреля 2009 года. Побывав в 2010 году в доме Гумашьяна, Ягублу записал образ жизни «террориста, разыскиваемого властями Азербайджана» и пришёл к выводу, что Гумашьян простой труженик и что информация о его поиске не соответствует действительности. По мнению редактора «Ени Мусават», разоблачение этого мифа послужило причиной ареста журналиста. Верховный представитель ЕС по иностранным делам и политике безопасности Кэтрин Эштон и комиссар ЕС по расширению и политике европейского соседства Штефан Фюле, выразили обеспокоенность арестом Т. Ягублу. МИД Азербайджана в ответ на это заявил, что считает неприемлемым вмешательство ЕС в процесс расследования.

## Международная реакция
- Соболезнования президенту Азербайджана Ильхаму Алиеву в связи с трагедией, произошедшей в Азербайджанской государственной нефтяной академии выразил президент Белоруссии Александр Лукашенко[27].
- Свои соболезнования президенту Азербайджана Ильхаму Алиеву выразил Принц Эндрю, герцог Йоркский, заявив, что в эти тяжёлые дни он с Азербайджаном[28].
- Соболезнуя в связи с трагедией, Министерство иностранных дел Грузии заявило, что Грузия осуждает данное преступление, выражая надежду, что расследование выльет свет на произошедшее[29].
- Выражая свои соболезнования президенту Азербайджана президент Латвии Валдис Затлерс заявил, что народ Латвии разделяет горе с азербайджанцами[28].
- Президент России Дмитрий Медведев выразил соболезнования президенту Азербайджана Ильхаму Алиеву. В телеграмме Медведева в частности, говорится: «Глубоко потрясен известием о трагедии, произошедшей 30 апреля в Азербайджанской государственной нефтяной академии в Баку. Наша общая скорбь усугубляется тем, что жертвами этого чудовищного преступления стали студенты, молодые люди, полные жизненных планов»[30].
- Госдепартамент США выразил свои искренние соболезнования семьям и друзьям погибшим, пожелав скорейшего выздоровления раненных. Пресс-секретарь департамента Роберт Вуд выразил сочувствие и солидарность с народом Азербайджана в связи с трагедией[31].
- В своей телеграмме президенту Азербайджана Ильхаму Алиеву премьер-министр Турции Реджеп Тайип Эрдоган выразил свои соболезнования в связи со случившейся трагедией. Эрдоган выразил свои глубокие соболезнования семьям жертв и всем азербайджанскому народу. Посольство Турции в Азербайджане также выразило свои соболезнования. Посол Хулуси Кылыч заявил, что «Турция всегда будет поддерживать Азербайджан в трудные моменты»[28].
- Соболезнования президенту Азербайджана Ильхаму Алиеву в связи с трагедией выразил президент Украины Виктор Ющенко[28].
- Министр иностранных дел Франции выразила свои соболезнования народу Азербайджана и правительству, заявив, что осуждает данное преступление[32].
- Министр иностранных дел Чехии Карел Шварценберг заявил, что глубоко потрясён трагическим событием, унёсшим жизни молодых людей в Азербайджанской государственной нефтяной академии.
- Свои соболезнования выразила председатель парламента Эстонии Кристийна Оюланд[28].

## Память
В дни после теракта 30 апреля на стенах старого и нового учебных корпусов Азербайджанской Государственной Нефтяной Академии были оставлены надписи и листовки, возложены красные гвоздики и зажжены свечи. Оставленные студентами и молодёжью настенные надписи предлагали всем объединиться против терроризма, не забывать жертв террора, призывали государство объявить траур по убитым, отказаться от проведения 10 мая в Баку праздника цветов, требовали призвать к ответу правоохранительные органы, не защитившие людей, и т. д. Вокруг зданий Нефтяной Академии дежурили усиленные полицейские наряды, а в само учебное заведение людей пропускали только после проверки документов. 5 мая стены корпусов академии были уже очищены от надписей и листовок.
|  |  |  |
|  |  |  |

### 2010 год
В 2010 году 27 апреля мэр Баку Гаджибала Абуталыбов отказал в выдаче разрешения на проведение акции в память о прошлогодних событиях, аргументировав своё решение тем, что «место происшествия находится близ железнодорожного вокзала и митинг может помешать движению машин и пешеходов» в данном районе. Предложение провести акцию в другом месте за пределами центра города студенты отклонили.
С девяти утра 30 апреля к зданию нефтяной академии молодёжь начала нести цветы и свечи. Сотрудники учебного заведения заносили цветы в помещение. В самой нефтяной академии никаких мероприятий не проводилось. В фойе лишь были установлены портреты погибших. Полиция же попыталась блокировать вход в здание. Сотрудники правоохранительных органов в штатском уговаривали молодых людей не приближаться к зданию, периодически оттесняя их с места событий. К зданию академии прибыли автомашины и автобусы отряда быстрого реагирования МВД. Полицейские рассеяли молодёжь, время от времени препровождая активистов в автобусы. Движение для пешеходов и машин перед зданием было перекрыто. Тогда сотни молодых людей отправились в близлежащий парк, где продолжили свою акцию. Там они зажгли свечи и начали скандировать лозунги. К началу второй половины дня толпа молодёжи, распевая национальный гимн страны, попыталась вернуться к зданию академии, но была остановлена полицией, десятки представителей молодёжи при этом были арестованы. По сообщению информационного агентства «Туран» было задержано «больше сотни» молодых людей.
Впоследствии МВД распространило заявление, в котором говорилось, что за участие в «несанкционированной акции» в память прошлогоднего трагического инцидента в Нефтяной академии было арестовано десять человек. Как заявил официальный представитель министерства Эхсан Захидов, многие из задержанных получили предупреждения и были освобождены. В отношении оставшихся десяти человек, по словам Захидова, полиция обратилась в суд с ходатайством о наложении административных взысканий или задержании на несколько суток. Также в день проведения акции полиция предостерегла активистов молодёжного движения «Далга» (Волна) против участия в несанкционированном мероприятии.
Ряд неправительственных и правозащитных организаций выступили с осуждением разгона митинга правоохранительными органами. Директор Института свободы и безопасности репортеров Эмин Гусейнов заявил, что нежелание позволить молодёжи провести акцию у здания Академии продемонстрировало «действительное отношение властей к молодёжи страны». Он заявил, что наряду с другими активистами гражданского общества будет внимательно следить, как власти станут отмечать 10 мая — день рождения покойного президента Азербайджана Гейдара Алиева, отца действующего президента Ильхама Алиева. Обычно в этот день город украшается множеством цветов. Этот день и известен как «Праздник цветов». Празднование Дня цветов после прошлогодней трагедии со стрельбой в нефтяной академии вызвало резкие протесты в студенческой среде.
Председатель Общества защиты прав женщин Новелла Джафароглу заявила:
Если каждый год не забывают праздновать День цветов, то не надо забывать и о дне поминовения. Мероприятия в память о студентах и преподавателях, ставших жертвами террора, должны проводиться на государственном уровне.

### 2011 год
30 апреля 2011 года в 11:00 утра прошли мероприятия поминовения в связи с массовым расстрелом студентов. Группа молодёжи возложила цветы к ступеням здания корпуса академии, где произошла стрельба. Были зажжены свечи. В мероприятии принимал участие также депутат парламента страны Фуад Мурадов. Полиция проведению мероприятия не препятствовала, наблюдая со стороны.

### 2012 год
В 2012 году несколько групп людей, преимущественно представители молодёжи, попытались с разных направлений приблизиться к корпусу нефтяной академии, где ровно три года назад произошла трагедия. Участники акции пытались возложить к зданию гвоздики, однако усиленные наряды полиции, блокировавшие подступы к зданию, преградили им путь. Полиция стала грубо оттеснять молодых людей, избивая некоторых. Жестоко был избит и задержан активист молодёжной организации Демократической партии Азербайджана Джамиль Гаджиев.

### 2013 год
В 2013 году полиция Баку сорвала акцию, приуроченную к четвёртой годовщине массового убийства. Мероприятие в память о жертвах стрельбы должно было состояться днём 30 апреля. Среди его участников значились представители движения NIDA («Возглас»), а также молодёжных отделений оппозиционных партий «Народный фронт Азербайджана», Гражданская солидарность и «Мусават». Свои действия активисты координировали в социальной сети Facebook. Они намеревались пройти шествием от памятника Джафару Джаббарлу к корпусу нефтяной академии на улице Диляры Алиевой и возложить цветы к зданию. Но уже с полудня территория вокруг памятника Джаббарлы была взята под усиленный контроль полиции, которая препятствовала сбору активистов. Усиленные наряды оцепили также пешеходные пути к зданию академии. Молодых людей (в том числе студентов), направлявшихся к корпусу академии, останавливали, предлагая им идти в обход. Тем не менее, несколько участников акции всё же попытались пройти к зданию, однако были оттеснены полицией. При этом были задержаны глава молодёжного комитета «Народного фронта Азербайджана» Абульфаз Гурбанлы и член NIDA Тургут Гамбар. Одна группа молодёжи смогла возложить цветы на Приморском бульваре где вечером 30 апреля планировался концерт турецкой поп-звезды Мустафы Джеджели, посвященный 90-летию со дня рождения покойного президента Азербайджана Гейдара Алиева. Один из участников акции, не пожелавший назвать своё имя, заявил, что это был протест проведению концерта в годовщину трагедии в Нефтяной академии.
В этот же день также память жертв террористического акта была почтена в Милли Меджлисе (парламенте страны).

### 2017 год
В преддверии 8-й годовщины трагедии на втором этаже здания академии, где был совершен кровавый теракт, был установлен барельеф в память о погибших.

### 2019 год
30 апреля в Азербайджанском государственном университете нефти и промышленности прошло мероприятие, посвященное памяти жертв теракта, на котором присутствовали представители профессорско-преподавательского состава вуза, студенты и родные погибших. На мероприятии с родителями погибших студентов встретился министр образования Джейхун Байрамов. Это была первая подобная встреча на уровне министерства. Церемония началась у барельефа в память о погибших, к которому был возложен венок. Также была Студенческим профсоюзным комитетом АГУНП организована выставка, посвященная трагедии. Кроме того был продемонстрирован созданный университетом документальный фильм «Bir sal yADıNA», посвящённый событиям 30 апреля.